# Минданао (остров)
Миндана́о (таг. Pulong Mindanaw, Минданау, или Mindanao; англ. Mindanao) — остров на юге Филиппинского архипелага, второй по размеру остров в его составе. Принадлежит Филиппинам. Минданао известен своим прозвищем «Филиппинская земля обетованная».

## География
Площадь — 97 530 км², 20-й по величине в мире.
Имеет сложную конфигурацию, изобилует крупными заливами (например, залив Давао) и узкими, далеко выступающими в океан полуостровами. Омывается на севере морем Минданао, на востоке — Филиппинским морем, на юге — морем Сулавеси, на западе — морем Сулу.
Горы высотой до 2954 м (вулкан Апо, высшая точка Филиппин) чередуются с заболоченными низменностями. Сложен сланцами, песчаниками, известняками, базальтами.
Сейсмичен, есть действующие вулканы.
Климат субэкваториальный муссонный, на юге экваториальный. Температура в течение года на равнине 25—28 °С, осадков 1000—2000 мм в год (в горах до 4000 мм).
Крупнейшая река — Минданао; много озёр (самое крупное — Ланао). Тропические вечнозелёные и листопадные (муссонные) леса, вдоль побережий местами мангровые заросли. Национальные парки: Маунт-Апо, Майнит-Хот-Спрингс; у подножия горы Апо находится Орлиный заповедник, созданный для сохранения исчезающего вида филиппинских орлов. В горных лесах обитает эндемик острова — филиппинская острохвостая нектарница.

## Население
Население острова Минданао примерно 22 000 000 человек (2010). Ещё 100 лет назад подавляющее большинство населения составляли мусульманские народы моро, однако в течение XX века остров был постепенно заселён выходцами из других районов Филиппин, свою роль в снижении процента мусульман сыграли также политика их крещения и более высокая рождаемость в христианской среде. В начале XXI века мусульмане составляют 20-25 % населения острова, отношения их с христианским большинством остаются напряжёнными. В 1989 году был создан Автономный регион в Мусульманском Минданао, куда вошло большинство районов с мусульманским большинством, в 2001 его границы были расширены по итогам референдума.
Крупные города — Давао, Замбоанга.

## Административное деление

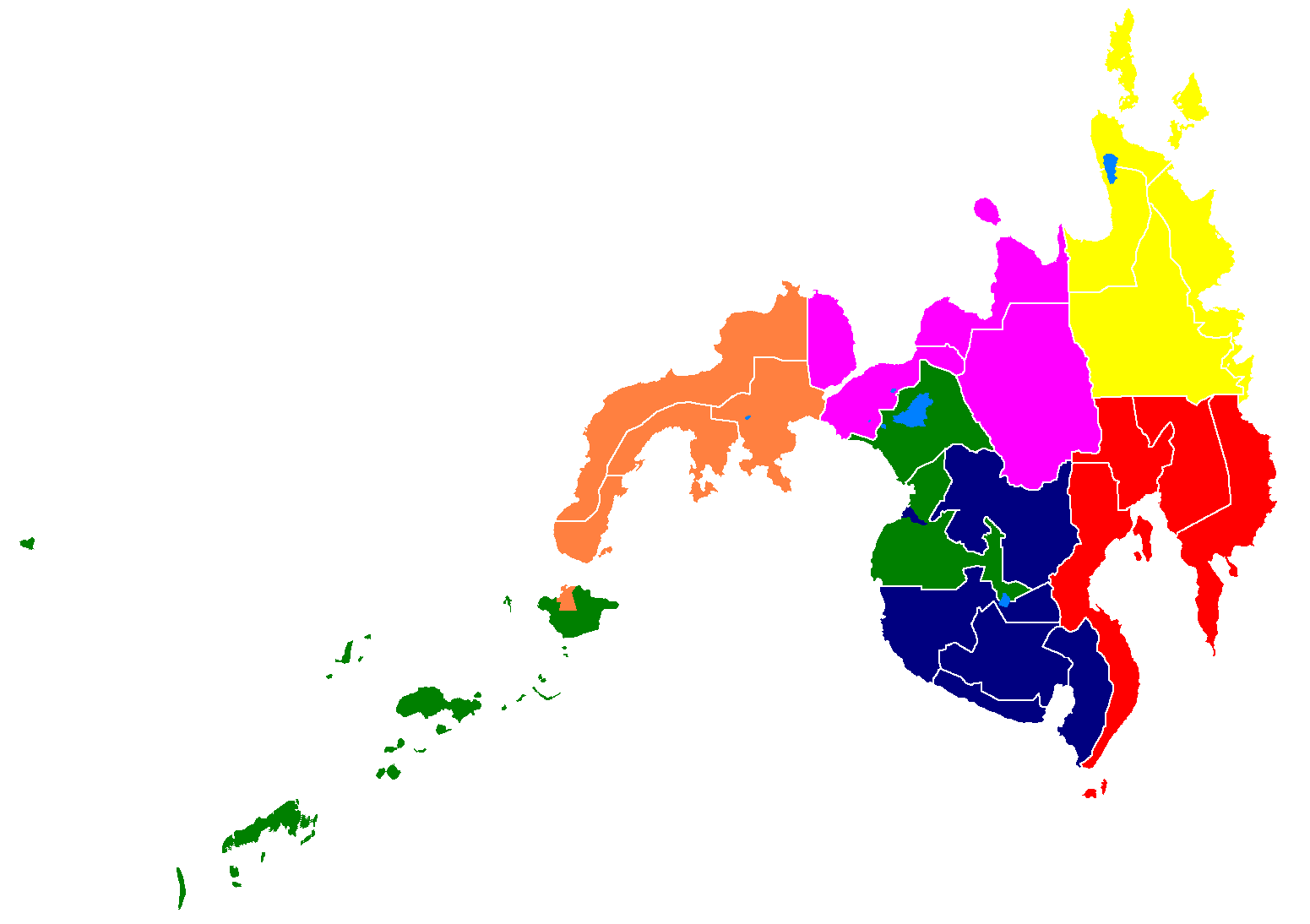
Административная карта острова Минданао.
Автономный регион в Мусульманском Минданао (АРММ)
Карага
Регион Давао
Северный Минданао
СОККСКСАРХЕН
Полуостров Замбоанга

Остров Минданао подразделён на 6 регионов, каждый из которых в свою очередь состоит из нескольких провинций. Регионы:
| № | Административный регион                           | Площадь, км² | Население, чел. (2010) | Плотность, чел./км² |
| - | ------------------------------------------------- | ------------ | ---------------------- | ------------------- |
| 1 | Полуостров Замбоанга                              | 16 823       | 3 407 353              | 202,54              |
| 2 | Северный Минданао                                 | 20 132       | 4 297 323              | 213,50              |
| 3 | Давао                                             | 20 244       | 4 468 563              | 220,74              |
| 4 | СОККСКСАРХЕН                                      | 22 466       | 4 109 571              | 182,92              |
| 5 | Карага                                            | 21 471       | 2 429 224              | 113,14              |
| 6 | Автономный регион в Мусульманском Минданао (АРММ) | 26 974       | 3 256 140              | 120,71              |
|   | Всего                                             | 128 110      | 25 375 527             | 198,10              |

## Экономика
Месторождения угля, руд железа и цветных металлов.
Минданао считается главной житницей Филиппин, причем восемь из десяти ведущих сельскохозяйственных товаров, экспортируемых из Филиппин, поступают из этого острова. Возделываются рис, кокосовая пальма, ананасы, абака (манильская пенька).

## Сепаратизм на острове
Распространение ислама на Филиппинах началось в XIV веке, в основном мусульманскими торговцами из западной части Малайского архипелага. Первая мечеть на Филиппинах была построена в середине XIV века в городе Симунул провинции Тави-Тави. Примерно в XVI веке мусульманские султанаты Сулу, Ланао и Мауинданао были основаны из бывших индуистско-буддийских раджанатах.
На острове с 1970-х годов действуют сепаратистские группировки Фронт национального освобождения моро и Исламский фронт освобождения моро, исламистская повстанческая организация, выступающая за отделение южной части Филиппин и образовании на ней исламского государства. Также на территории острова действуют организации различной левой направленности, — маоистская Коммунистическая партия Филиппин и троцкистская Революционная рабочая партия Минданао, имеющие свои вооруженные формирования.
После долгой подготовительной работы, ожидалось, что 5 августа 2008 года в г. Куала-Лумпуре (Малайзия) будет подписано мирное соглашение между правительством Глории Макапагал-Арройо и делегацией Исламского фронта освобождения моро, состоявшей из 30 делегатов. Однако, 4 августа 2008 года Верховный суд Филиппин в Маниле обнародовал меморандум, в котором говорилось, что соглашение не будет иметь юридической силы, так как противоречит конституции страны и может привести к дезинтеграции Филиппин. Соглашение не было подписано. После этого, Исламский фронт освобождения моро, состоящий из примерно 12 тысяч боевиков, ещё более активизировал свою военную деятельность.

## Вторая мировая война
В апреле 1942 года Минданао вместе с остальными Филиппинами официально вступил во Вторую мировую войну после того, как японские солдаты вторглись в ключевые города на островах. Многие города и поселки в Минданао были сожжены, в частности, Давао, Замбоанга, Ланао, Кагаян-де-Оро, Илиган и Бутуан.
В апреле и мае 1942 года японские войска нанесли поражение войскам США под командованием генерала Уильяма Ф. Шарпа и генерала Ги О. Форта в битве, которая началась в Малабанге (город близ Гандамату-Макадара, Ланао). и закончился недалеко от города Ганасси, Ланао. Город Давао был одним из первых, кто был оккупирован японскими войсками. Филиппинские солдаты и местные партизанские отряды активно боролись против японских сил до освобождения в заключительной битве за Минданао.
В 2005 году на острове были найдены двое солдат Императорской армии Японии: 87-летний лейтенант Ёсио Ямакава и 83-летний ефрейтор Судзуки Накаути. Они прятались там, не зная, что Вторая мировая война уже закончилась, но опасаясь быть наказанными за дезертирство. Японское посольство по этому поводу заявило, что не исключает наличия десятков японских солдат на острове, которые не знают, что война давно завершилась.